# Proclamación real de 1763

La línea definida por la proclamación de 1763 delimita el territorio indio (en rosa) de las Trece Colonias (en rojo).

La proclamación real de 1763 (del inglés: Royal Proclamation of 1763) fue una proclamación expedida 7 de octubre de 1763 por el rey de Inglaterra Jorge III como resultado de la adquisición por parte de Gran Bretaña del territorio francés en América del Norte después del final de la Guerra de los Siete Años/Guerra franco-india. La proclamación tenía por fin organizar las vastas y nuevas tierras británicas en América del Norte, y establecer las relaciones con los amerindios reglamentando el comercio de pieles, la colonización y la compra de tierras en la frontera occidental. La proclamación también tenía como objetivo asimilar los «Canadiens», como se denomina a la población francesa en ese entonces. Su primer objetivo era hacer de Canadá una verdadera colonia británica.
La proclamación prohibía a los colonos asentarse más allá de una línea trazada a lo largo de las montes Apalaches, una línea que es geográficamente similar a la ruta de la divisoria continental oriental que corre hacia el norte desde Georgia hasta la frontera estatal de Pensilvania y Nueva York, y al noreste más allá de la divisoria de aguas sobre la divisoria del San Lorenzo y desde allí hacia el norte a través de Nueva Inglaterra.
La proclamación real continúa teniendo importancia legal para las Primeras Naciones en Canadá, y es importante para la variación de la condición indígena en los Estados Unidos. Con el tiempo, aseguró que la cultura y las leyes británicas se aplicasen en el Alto Canadá después de 1791, que fue hecho para atraer a los colonos británicos a la provincia.
También es conocida por los términos ingleses «Indian Bill of Rights» [ley India de derechos] o «Magna Carta for Indian affairs» [Carta Magna para asuntos indios].

## Contexto
El Tratado de París de 1763 fue la conclusión de la Guerra de los Siete Años y de la Guerra franco-india, el teatro en Norteamérica de esa guerra. Francia cedió enormes áreas previamente reclamadas al control de la Corona británica, todo el continente al este del río Misisipi incluyendo Quebec.

## Objetivos
La proclamación real de 1763 tenía por objeto establecer y organizar el imperio colonial británico en esa región del mundo. Resultó de una propuesta de la Board of Trade (Junta de Comercio) de fecha 8 de junio de 1763 y aprobado para su redacción definitiva por Jorge III  el 14 de julio de 1763. Uno de los objetivos de la Corona era pacificar las relaciones con los nativos americanos: de hecho, muchas tribus habían apoyado a los franceses durante la guerra. La proclamación tenía por objeto disipar los temores indios de una afluencia masiva de granjeros blancos en sus tierras. De hecho, las Trece Colonias estaban mucho más pobladas que la Nueva Francia y los inmigrantes europeos, llegados en gran número, reclamaron nueva tierras para vivir. «La Frontière» atrajo a los inmigrantes como los escoceses, seguidos de los alemanes. El agotamiento de los suelos al este de los Apalaches y la presión demográfica acentuaron la necesidad de tierras de los colonos.

## Disposiciones

### Cese de la colonización
La proclamación prohibía a los residentes de las Trece Colonias establecerse y comprar tierras al oeste de la línea divisoria de aguas que se extiende a lo largo de los Apalaches. El valle del Ohio, famoso por su fertilidad, escapó a la colonización. La Corona se reservaba el monopolio en la adquisición de tierras indias y el rey garantizaba la protección de los pueblos indios.  Inglaterra también se reservaba una parte de la madera americana. La proclamación real fue el preludio de nuevos acuerdos de colonización, del comercio y del poblamiento.

### Organización y defensa de los nuevos territorios ingleses
El texto de 1763 también aseguraba la organización de las nuevas colonias llamadas Québec, Florida Occidental (West Florida) y Florida Oriental (East Florida) y extendía la provincia de la Nueva Escocia. Esta reorganización del territorio debía de proporcionar al norte y al sur de las Trece Colonias nuevas alternativas a la migración hacia el oeste.
Londres había planeado la construcción de fuertes británicos a lo largo del límite de colonización;  este dispositivo permitiría el respeto de la proclamación y también promover el comercio de pieles con los indios. El gobierno británico consideraba que estos puestos de avanzada asegurarían la defensa de las Trece Colonias, por lo que su financiación correspondería a los colonos.

## Consecuencias y reacciones

### En Canadá

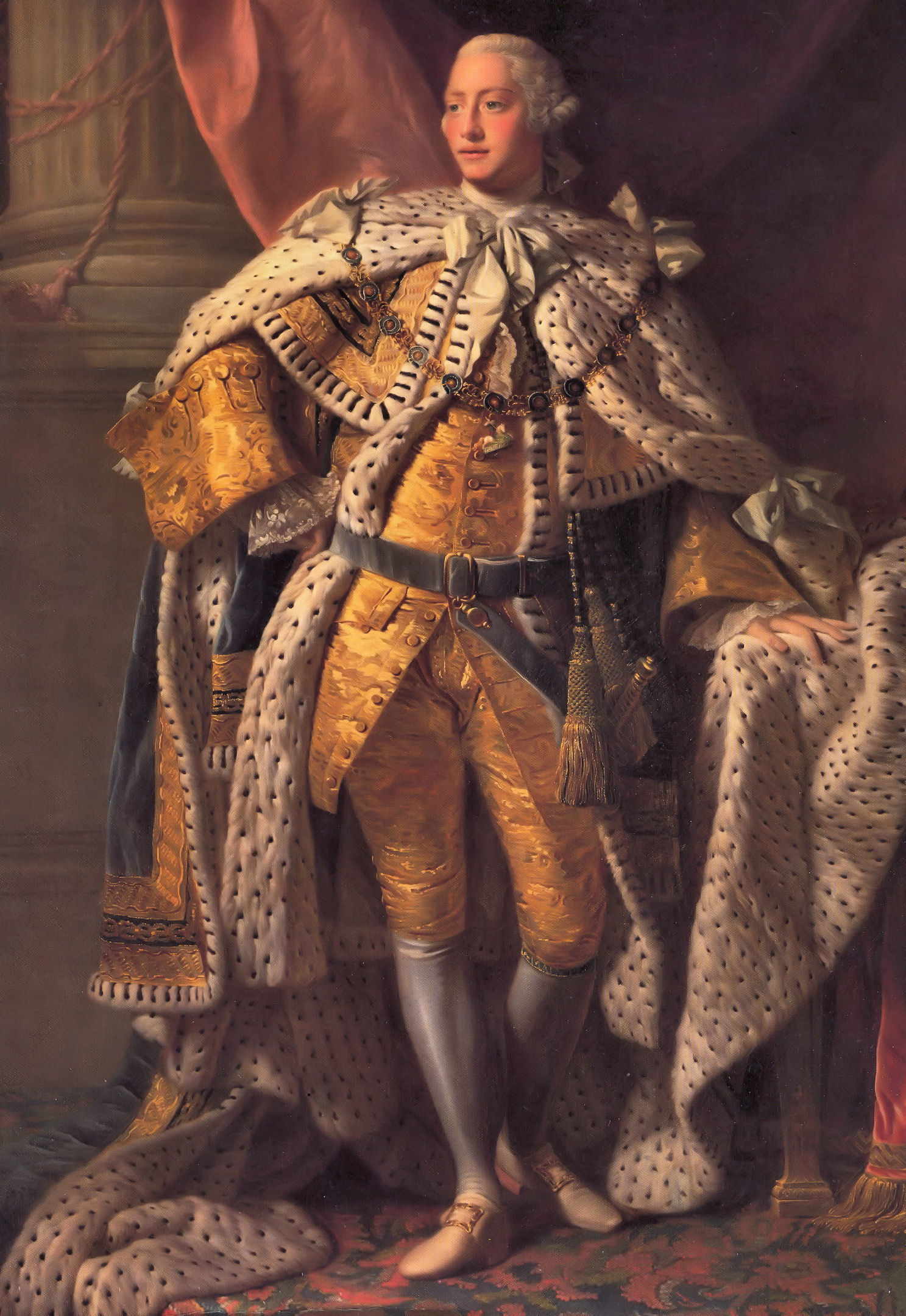
Jorge III del Reino Unido

Por la proclamación real, la Gran Bretaña da una primera constitución al territorio recién conquistado (el Canadá y sus dependencias, así como la Isla Real). El objetivo era dar un rostro inglés lo antes posible a la nueva colonia poblada en su mayoría por canadienses francófonos. Se empieza delineando precisamente el territorio que corresponde aproximadamente al valle del río San Lorenzo y se le da un nombre, «Province of Quebec»
Se querrá además introducir las leyes inglesas, tanto civiles como penales. Las leyes civiles inglesas, en particular, suponían una amenaza para el sistema señorial ya que de hecho no se mencionan en ese código. Esto creó mucha preocupación entre los señores que tenían que dejar de cobrar regalías de sus censitarios. Se toleró la práctica de la fe católica, pero no tuvo existencia legal lo que significó que a los sacerdotes no se les permitió percibir los diezmos de sus parroquianos.
Además, el nuevo gobernador Murray recibió la instrucción de no aceptar ninguna interferencia de la Iglesia de Roma en la provincia. La razón fue muy simple. Dado que los católicos no tenían obispo (había muerto en 1760), ya no se podía proceder a la ordenación de nuevos sacerdotes. Esto significaba que con el tiempo, el clero católico se extinguiría. También en el plano religioso, se aconsejó al gobernador que debía exigir el juramento de lealtad a aquellos que quisieran obtener un cargo civil. Esto quería excluir a los canadienses practicando, en su lugar, una política discriminatoria.
Por último, para atraer lo más rápido posible y en gran número una inmigración británica en la provincia, se incitó al gobernador a fundar escuelas anglicanas y a crear cantones que eran la forma inglesa de dividir las tierras.

### El descontento de los colonos ingleses
Inicialmente, la victoria británica despertó entusiasmo entre los colonos ingleses, ya que significó el fin de la guerra y de los ataques indios. La sesión de las colonias francesas al este del Mississippi les ofrecía nuevas tierras para poner en valor.
La Rebelión de Pontiac en 1763 había obligado al gobierno a avanzar la proclamación, la frontera con la reserva indígena fue diseñado con urgencia, y algunos colonos se encontraron de un día para otro en el territorio de la reserva.  Tenían que devolver las tierras y volver a las Trece Colonias. Algunos estaban convencidos de que el rey quería confinar a los colonos ingleses en la franja costera para ejercer un mejor control.  Los colonos se negaron a financiar la construcción y el mantenimiento de los puestos de avanzada reales en la línea definida por la proclamación. Cerrando la colonización anglosajona hacia el oeste, Gran Bretaña elevó el descontento de los agricultores y propietarios de tierras, en un contexto de crecimiento demográfico de las Trece Colonias.
La expulsión de los franceses de Canadá en 1763 proporcionaba la seguridad para las Trece Colonias que no creyeron necesaria la protección militar británica. Los ingleses americanos soportaban difícilmente los ejércitos permanentes del rey en las colonias, cuando la paz había sido restablecido;  la presencia de tropas era vista como un instrumento de la tiranía.
Con la proclamación real de 1763, la población de francófona de Canadá tuvo que ser relocalizada en las nuevas fronteras.

## Posteridad
En la actualidad hay cinco copias originales de la proclamación real en el mundo: una se conserva en los Archivos de Massachusetts (Boston); otra en la Universidad de Brown (Providence); otra más en la sala de Lande de la Universidad McGill (Montreal); una en la Sociedad de Anticuarios de Inglaterra; y la última en la Biblioteca del Privy Council (ambas en Londres).
La proclamación real de 1763 sirvió de modelo para la conclusión de muchos tratados con los indios.
El artículo 25a de la Carta Canadiense de los Derechos y las Libertades menciona la proclamación de 1763, lo que indica que la Carta garantiza los derechos y libertades reconocidos por la proclamación.